# Salah Dessouki
Salah Asfar Al-Sheshtawi J. Dessouki (ar. صلاح أسفار الشيشتاوي دسوقي, ur. 20 października 1922 w Kairze, zm. 17 sierpnia 2011 tamże) – egipski szermierz, wielokrotny medalista mistrzostw świata.
Podczas mistrzostw świata w Lizbonie w 1947 roku Egipcjanie w składzie: Salah Dessouki, Mohamed Abdel Rahman, Mahmoud Younes i Mohamed Zulficar zajęli trzecie miejsce w szabli drużynowej. Na rozgrywanych dwa lata później mistrzostwach świata w Kairze zdobywał brązowe medale w szabli drużynowej, szpadzie drużynowej oraz florecie drużynowym. Następnie zdobył drużynowo brązowe medale we florecie i szabli na mistrzostwach świata w Monte Carlo w 1950 roku. Ostatni medal wywalczył na mistrzostwach świata w Sztokholmie rok później, gdzie razem z kolegami z reprezentacji zajął trzecie miejsce we florecie drużynowym.
Wystąpił na igrzyskach olimpijskich w Londynie w 1948 roku, gdzie był między innymi piąty we florecie drużynowym. Na rozgrywanych cztery lata później igrzyskach olimpijskich w Helsinkach zajął czwarte miejsce w tej samej konkurencji, a w turnieju indywidualnym był siódmy (w rundzie finałowej wygrał dwa z ośmiu pojedynków). Startował tam także w szabli drużynowej, w której Egipcjanie dotarli do ćwierćfinałów oraz w szpadzie drużynowej, gdzie odpadli w pierwszej rundzie.
Był też działaczem sportowym i politykiem. W latach 1961–1965 był prezydentem klubu Al-Ahly Kair, a w 1960 był gubernatorem Kairu. 